# Amateur Hockey Association of Canada
- Amateur Hockey Association (1893–1898)
- Canadian Amateur Hockey League (1898–1905)
- Eastern Canada Amateur Hockey League (1905–1906)
- Eastern Canada Amateur Hockey Association (1906–1909)
- Canadian Hockey Association (1909–1910)
- National Hockey Association (1909–1917)
- National Hockey League (seit 1917)

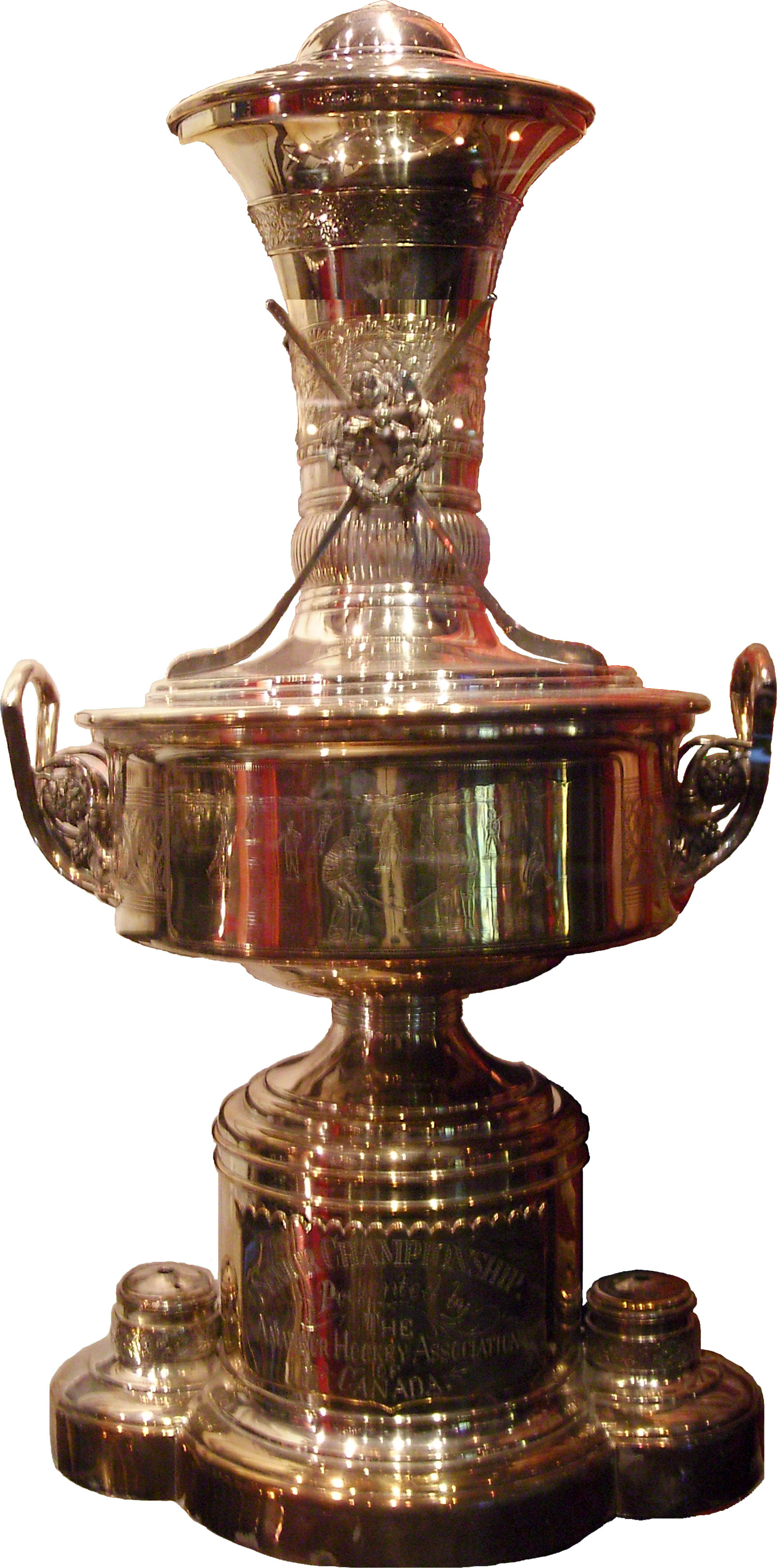
Trophäe der AHAC

Die Amateur Hockey Association of Canada (AHAC) war eine Amateur-Eishockeyliga und wurde 1887 gegründet. Sie bestand zwischen 1888 und 1898. Sie gilt als Vorläufer der National Hockey League.
Der Stanley Cup findet hier ebenfalls seinen Ursprung.

## Die Mannschaften
"*" Stanley Cup Gewinner
- 1892–93: *Montréal AAA, Montreal Crystals, Montréal Victorias, Ottawa HC und Quebec HC
- 1893–94: *Montreal AAA, Montreal Crystals, Montreal Victorias, Ottawa HC und Quebec HC
- 1894–95: Montreal AAA, Montreal Crystals, Montreal Victorias, Ottawa HC und Quebec HC
- 1895–96: Montreal AAA, Montreal Shamrocks, *Montreal Victorias (Dezember 1895), Ottawa HC und Quebec HC
- 1896–97: Montreal AAA, Montreal Shamrocks, *Montreal Victorias, Ottawa HC und Quebec HC
- 1897–98: Montreal AAA, Montreal Shamrocks, *Montreal Victorias, Ottawa HC und Quebec HC

## Geschichte
Die Amateur Hockey Association wurde am 8. Dezember 1886 gegründet, als sich verschiedene Eishockey Teams im Victoria Eisstadion in Montreal trafen. Zu dieser Zeit war Eishockey anders im Vergleich zu heute.
Laut den damaligen Regeln waren 6 Feldspieler pro Team auf dem Eis und die Spielzeit betrug 2-mal 30 Minuten.
Bei einem Unentschieden nach regulärer Spielzeit wurde solange weitergespielt, bis ein Team ein Tor erzielte (siehe auch Sudden Death).
Die AHA spielte während ihrer Existenz in zwei verschiedenen Spielmodi. Zuerst wurde der amtierende Meister wöchentlich von einem Team herausgefordert. Dieses System hatte, außer 1888, bis 1893 Bestand, als der Stanley Cup eingeführt wurde. Mit der Einführung des Stanley Cups wechselte das Spielsystem zu einem normalen Saisonverlauf wie er auch heute noch in der NHL üblich ist.
Der erste Meister der AHA waren die Montreal Crystals, die inoffiziell zum Meister bestimmt wurden, bevor die AHA den Spielbetrieb aufnahm. Am 14. Januar 1887 wechselte der Titel zu den Montréal Victorias, die den amtierenden Meister mit 4:0 bezwangen. Die Montreal Victorias behielten den Titel bis zum letzten Spiel des Jahres, als sie von den Montreal Crystals mit 3 : 2 bezwungen wurden. Weil die Montreal Victorias solange Meister waren, wurde das System zugunsten einer regulären Saison 1888 geändert.
Der Modus war ein Erfolg, obwohl am Ende der Saison Punktegleichheit zwischen den Montreal Victorias und den Montreal Amateur Athletic Association (Montreal AAA) herrschte. 
Aufgrund der hohen Reisekosten für Teams außerhalb Montreals wechselte das System wieder zum Challenge-Modus.
1893 wechselte das System wieder zu einer normalen Saison. Die Montreal AAA verloren ihr Auftaktspiel gegen den Ottawa Hockey Club, gewannen aber die nächsten sieben Spiele in Folge und wurden Meister. In diesem Jahr stiftete Lord Stanley eine Trophäe für das beste Eishockeyteam in Kanada. Der Stanley Cup, wie die Trophäe später genannt wurde, wurde den Montreal AAA am 15. Mai 1893 überreicht. Innerhalb der Organisation der Montreal AAA gab es unterschiedliche Meinungen, ob diese Trophäe angenommen werden sollte. Die Eishockeyabteilung beharrte auf dem Standpunkt, die Trophäe nicht anzunehmen, während die anderen Abteilungen gewillt waren diese zu akzeptieren. Schlussendlich wurde die Trophäe angenommen, jedoch war kein offizieller Vertreter der Eishockeyabteilung zugegen.